# Måns Mårlind
Måns Magnus Mårlind (Vallentuna, 29 luglio 1969) è un regista e sceneggiatore svedese.

## Carriera
È noto per aver girato Storm un film del 2005 insieme a Björn Stein. Insieme a Björn ha anche girato il film Shelter - Identità paranormali (Shelter), uscito nelle sale italiane il 25 febbraio 2011. Anche il lungometraggio Underworld - Il risveglio, il quarto capitolo della saga di Underworld, è stato girato sempre dal duo, uscito negli Stati Uniti d'America il 20 gennaio 2012.

## Filmografia

### Cinema
- Shelter - Identità paranormali (2010)
- Underworld - Il risveglio (Underworld: Awakening, 2012)

### Televisione
- The Bridge - La serie originale (Bron / Broen, 2011)
- The Defeated (Shadowplay, 2020)